# 信西
信西（しんぜい、嘉承元年〈1106年〉 - 平治元年12月13日〈1160年1月23日〉）は、平安時代後期の貴族、学者、僧侶。信西は出家後の法名、号は円空、俗名は藤原 通憲（ふじわら の みちのり）、または高階 通憲（たかしな の みちのり）。藤原南家貞嗣流、藤原実兼の子。正五位下、少納言。

## 経歴
通憲（信西）の家系は曾祖父の藤原実範以来、代々学者（儒官）の家系として知られ、祖父の藤原季綱は大学頭であった。ところが、天永3年（1112年）に父の実兼が蔵人所で急死したため、7歳の通憲は縁戚であった高階経敏の養子となる。
高階氏は院近臣・摂関家の家司として活動し、諸国の受領を歴任するなど経済的にも裕福だった。通憲は高階氏の庇護の下で学業に励み、父祖譲りの才幹を磨き上げていった。保安2年（1121年）頃には、高階重仲（養父の経敏とははとこの関係）の女を妻としている。
通憲は鳥羽上皇第一の寵臣である藤原家成と同年代で親しい関係にあり、家成を介して平忠盛・清盛父子とも交流があったとされる。
通憲の官位の初見は天治元年（1124年）の中宮少進（中宮・藤原璋子）であり（『永昌記』天治元年4月23日（1124年6月7日）条）、同年11月の璋子の院号宣下に伴い待賢門院蔵人に補された。璋子の子である崇徳天皇の六位蔵人も務めたが、大治2年（1127年）に叙爵して、蔵人の任を解かれた。この年、2人目の妻である藤原朝子が、鳥羽上皇の第四皇子の雅仁親王（後の後白河天皇）の乳母に選ばれている。
散位となった通憲は、長承2年（1133年）頃から鳥羽上皇の北面に伺候するようになり、当世無双の宏才博覧と称された博識を武器に院殿上人、院判官代とその地位を上昇させていった。その後日向守に任命されるとともに、『法曹類林』の編纂も行っている。
通憲の願いは曾祖父・祖父の後を継いで大学寮の役職（大学頭・文章博士・式部大輔）に就いて、学問の家系としての家名の再興にあった。ところが、世襲化が進んだ当時の公家社会の仕組みでは、高階氏の戸籍に入ってしまった通憲は、その時点で実範・季綱の後を継ぐ資格を剥奪されており、大学寮の官職には就けなくなってしまっていた。また、実務官僚としてその才智を生かそうにも、院の政務の補佐は勧修寺流藤原氏が独占していた。

### 出家
これに失望した通憲は、無力感から出家を考えるようになった。通憲の遁世の噂を耳にした藤原頼長は通憲に「その才を以って顕官に居らず、すでに以って遁世せんとす。才、世に余り、世、之を尊ばず。これ、天の我国を亡すなり」と書状を送った（『台記』康治2年8月5日（1143年9月15日）条）。数日後、通憲と頼長は対面して世の不条理を嘆き、通憲は「臣、運の拙きを以って一職を帯せず、すでに以って遁世せんとす。人、定めておもへらく、才の高きを以って、天、之を亡す。いよいよ学を廃す。願わくば殿下、廃することなかれ」と告げ、頼長は「ただ敢えて命を忘れず」と涙を流した（『台記』康治2年8月11日（1143年9月21日）条）。
鳥羽上皇は出家を思い止まらせようと康治2年（1143年）に正五位下、天養元年（1144年）には藤原姓への復姓を許して少納言に任命し、更に息子の俊憲に文章博士・大学頭に就任するために必要な資格を得る試験である対策の受験を認める宣旨を与えたが、通憲の意思は固く、同年7月22日（8月22日）に出家して信西と名乗った。
出家をしても信西は俗界から離れる気はなく、「ぬぎかふる 衣の色は 名のみして 心をそめぬ ことをしぞ思ふ（出家して墨染めの衣に着替えても、それは名ばかりのことで心まで染めるつもりはない）」（『月詣和歌集』）とその心境を歌に詠んでいる。鳥羽法皇の政治顧問だった葉室顕頼が久安4年（1148年）に死去すると、顕頼の子が若年だったことからその地位を奪取することに成功し、『本朝世紀』編纂の下命を受けるなど、その信任を確固なものとしていった。

### 保元の乱
そのような中で久寿2年（1155年）に近衛天皇が崩御し、後継天皇を決める王者議定が開かれる。候補としては重仁親王が最有力だったが、美福門院のもう一人の養子である守仁親王（後の二条天皇）が即位するまでの中継ぎとして、その父の雅仁親王が立太子しないまま29歳で即位することになった（後白河天皇）。守仁親王はまだ年少であり、存命中である実父の雅仁親王を飛び越えての即位は如何なものかとの声が上がったためだった。
突然の雅仁親王擁立の背景には、雅仁親王を養育していた信西の策動があったと推測される。保元元年（1156年）7月、鳥羽法皇が崩御すると信西はその葬儀を取り仕切り、直後の保元の乱では対立勢力である崇徳上皇・藤原頼長を挙兵に追い込み、源義朝の夜襲の献策を積極採用して後白河天皇方に勝利をもたらした。
乱後、信西は薬子の変を最後に公的には行われていなかった死刑を復活させて、源為義らの武士を処刑した。また、摂関家の弱体化と天皇親政を進め、保元新制を定め、記録荘園券契所を再興して荘園の整理を行うなど、絶大な権力を振るう。また、大内裏の再建や相撲節会の復活なども信西の手腕によるところが大きかった。
この政策を行なう上で、信西は自分の息子たちを要職に就けた。そのことが旧来の院近臣や貴族の反感を買った。また、強引な政治の刷新は反発を招いた。一方、保元3年（1158年）8月には鳥羽法皇が本来の皇位継承者であるとした二条天皇が即位する。この皇位継承は「仏と仏との評定」、すなわち美福門院と信西の協議で行われた。この二条天皇の即位に伴い、信西も天皇の側近に自分の子を送り込むが、今度はそのことが天皇側近の反感を招き、院近臣、天皇側近双方に「反信西」の動きが生じるようになった。

### 平治の乱

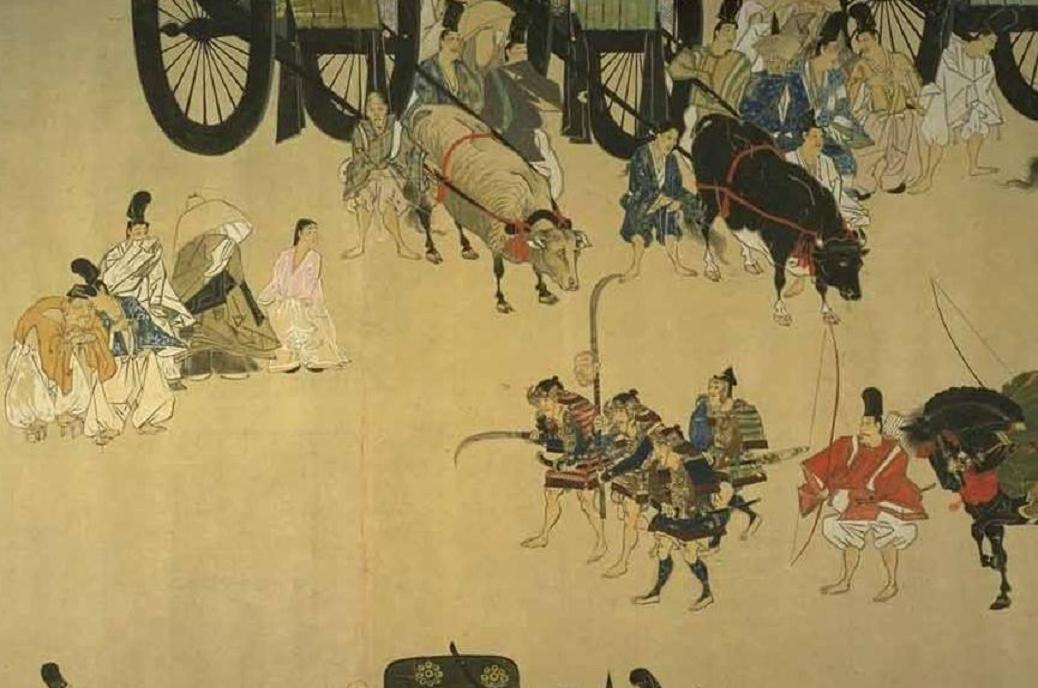
薙刀に結ばれ晒される信西の首（平治物語絵詞・信西巻）

やがて院政派の藤原信頼、親政派の大炊御門経宗・葉室惟方らは政治路線の違いを抱えながらも、信西打倒に向けて動き出すことになる。信頼は源義朝を配下に治め、二条天皇に近い源光保も味方につけ、軍事的な力を有するようになっていく。その中にあって最大の軍事貴族である平清盛は信西・信頼双方と婚姻関係を結んで中立的立場にあり、親政派・院政派とも距離を置いていた。
平治元年（1159年）12月、平清盛が熊野詣に出かけ都に軍事的空白が生じた隙をついて、反信西派は院御所の三条殿を襲撃する。
信西は事前に危機を察知して山城国の田原に避難し、郎党に命じ、竹筒で空気穴をつけて土中に埋めた箱の中に隠れていたが、郎党を尋問した追手に発見された。掘り返された際に、自ら首を突いて自害した。享年55。掘り起こした時には、目が動き息もしていたという。追っ手は信西の首を切って京に戻り、首はさらし首にされた。また、信西の息子たちも信頼の命令によって配流された。
学問に優れ、藤原頼長と並ぶ当代屈指の碩学として知られた。『今鏡』でもその才能を絶賛する一方で、陰陽道の家の出の者でもないのに天文に通じたがために災いを受けたと評されている。

## 系譜
- 父：藤原実兼
- 母：源有家の女または源有房の女
- 妻：高階重仲の女
  - 男子：藤原俊憲（1122-1167）
  - 男子：藤原貞憲（1123-?）
  - 男子：藤原是憲、後の遊蓮房円照（1139-1177）
  - 男子：静賢（1124-?）
  - 男子：澄憲（1126-1203）
  - 男子：憲曜（1134-1189）
- 妻：藤原朝子（紀伊局） - 藤原兼永の女、後白河天皇の乳母、従二位、典侍
  - 男子：藤原成範（1135-1187）
  - 男子：勝賢（1138-1196）
  - 男子：明遍（1142-1224）
  - 男子：藤原脩範（1143-?）
  - 女子：阿波内侍（異説有）[6]
- 生母不明：
  - 男子：光憲
  - 男子：寛敏（?-1182）
  - 男子：覚憲（1131-1213）
  - 男子：行憲
  - 男子：憲俊
  - 男子：寛兼
  - 男子：憲慶
  - 女子：藤原隆季室
  - 女子：藤原長方室
  - 女子：藤原親信室
  - 女子：少将有房（姓不明）室
  - 女子：藤原家房室
  - 女子：源為国室

## 主な著作
- 本朝世紀
- 法曹類林
- 日本紀註

## 関連作品
テレビドラマ
- 『新・平家物語』（1972年、NHK大河ドラマ、演：小沢栄太郎）
- 『平清盛』（1992年、TBS、演：原口剛）
- 『平清盛』（2012年、NHK大河ドラマ、演：阿部サダヲ）